# 1745 en France
Chronologie de la France
- 1741
- 1742
- 1743
- 1744
- 1745
- 1746
- 1747
- 1748
- 1749

Cette page concerne l’année 1745 du calendrier grégorien.

## Événements
- 20-22 janvier : le thermomètre tombe à -10° à Nîmes. Gelées d’oliviers en Provence[1].
- 1er février : une ordonnance condamne aux galères à perpétuité ceux qui assistent au assemblées protestantes[2]. La répression anti-huguenote reprend entre 1745 et 1752, marquée par des envois aux galères pour calvinisme, des exécutions de pasteurs (Grenoble, Montpellier, Toulouse) et des « rebaptisations » forcées dans la région de Nîmes (1751-1752). La répression s’adoucira après 1756[3].
- 2 février : le comte de Montijo, le duc de Modène, le prince de Campo-Florido et le marquis Scotti sont nommés chevaliers de l’Ordre du Saint-Esprit[4].
- 16 février : déclaration rétablissant les droits perçus sur les cartes à jouer[5].
- 23 février : Marie-Thérèse d’Espagne épouse le Dauphin Louis de France dans la chapelle du château de Versailles[4]. Elle meurt en couches en 1746.

- 17 mars : une assemblée protestante convoquée à la Tourette dans les environs de Mazamet est surprise par une compagnie de dragons du régiment de la Reine, qui fait neuf prisonnier, tous condamnés aux galères par l’intendant Le Nain[6].

- 11 mai : bataille de Fontenoy remportée par les Français face aux Britanniques[7].

- 2 juillet : l’assemblée du clergé réunie à Versailles accorde au roi un « don gratuit » de 15 millions de livres[8].

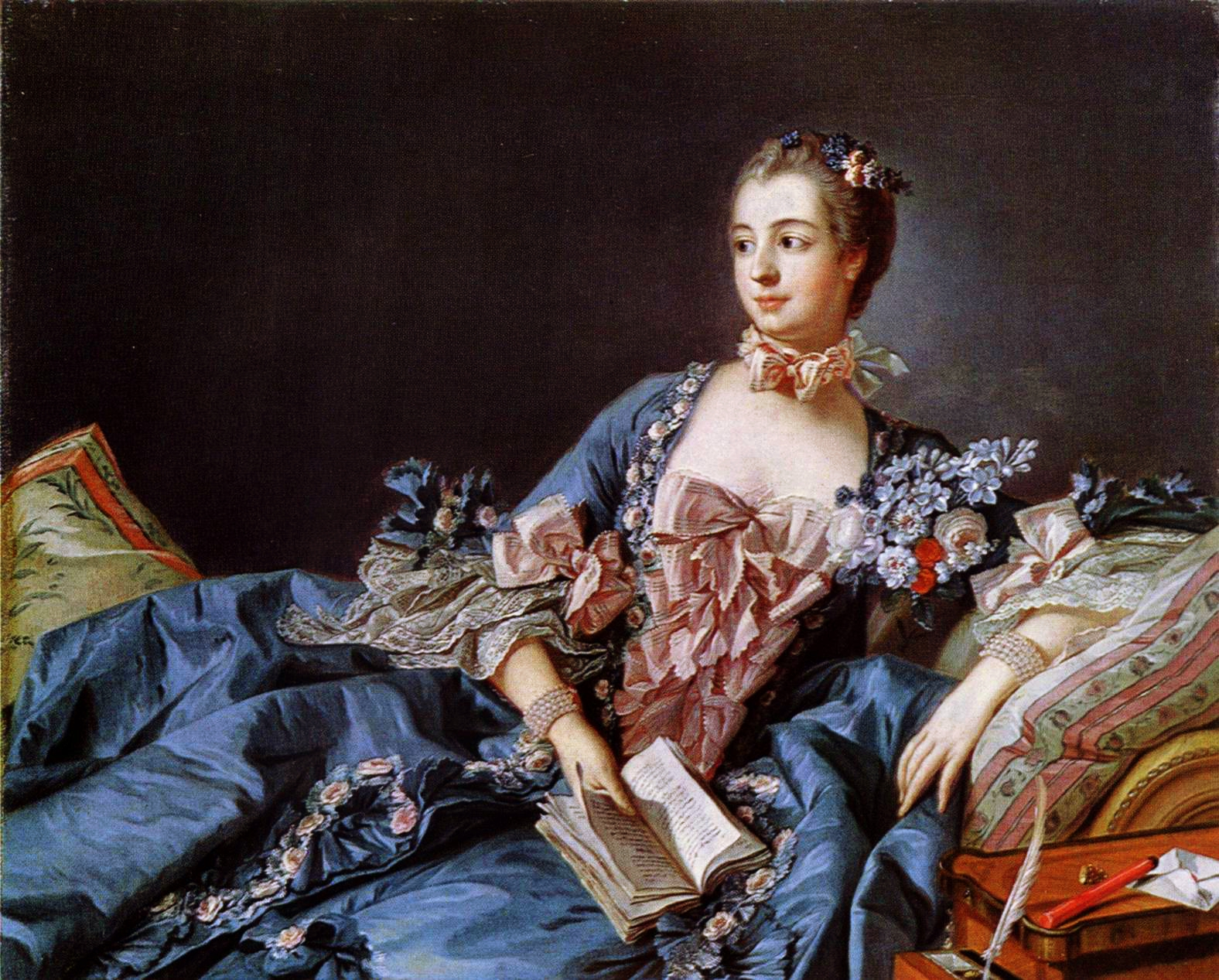
Madame de Pompadour, par François Boucher (1750). Madame de Pompadour, présentée à la cour en février, devient maîtresse officielle du roi. Aidée par un petit cercle de conseillers personnels (les frères Paris, le duc de Richelieu, futur maréchal de France, le cardinal de Tencin et sa sœur, son médecin François Quesnay), elle exerce une grande influence sur le monarque, et gouverne véritablement jusqu’à sa disparition (1764). Elle fait disgracier le contrôleur général Philibert Orry, hostile aux Pâris.

- 7 juillet : Jeanne Antoinette Poisson, dame Le Normant d’Étiolles, est faite marquise de Pompadour[7].
- 9 juillet : Bourgeois de Boynes devient maître des requêtes[9].
- 24 juillet : un arrêt du conseil du roi accorde pour vingt ans à Charles Adam, prête-nom du marquis Orry de Fulvy le privilège pour l’établissement de la Manufacture de porcelaine façon de Saxe, au château de Vincennes[10].
- Juillet-août : les états de l’Enquête sur les facultés des peuples, lancée par le contrôleur général des finances Philibert Orry dans toutes les généralités du pays, sont remis à la Cour[11].
- Août : la romancière Marie-Magdeleine de Bonafons est arrêtée pour avoir publié le roman à clef Tanastés plus tôt dans l'année. Pour ce roman décrivant la vie sexuelle du roi Louis XV, elle est incarcérée à la Bastille[12],[13].

- 17 août : Guillaume Issoire, meunier à Nîmes, Boissier et Verdeilhant sont condamnés aux galères par l’intendant pour avoir introduit en Languedoc des livres en provenance de Lyon[14].

- 6 décembre : Jean-Baptiste de Machault d’Arnouville (1701-1794) devient contrôleur général des finances (fin en 1754)[15].
- 12 décembre : massacre de protestants à Vernoux-en-Vivarais à la suite de l’arrestation du pasteur Mathieu Majal, dit Desubas. Six paysans sont tués par la troupe en tentant de le libérer, quatre sont faits prisonniers. Une foule de près de deux mille personnes envahit les rues de Vernoux pour réclamer la libération des prisonniers. Des bourgeois catholiques tirent sur la foule depuis leurs fenêtres, tuant 36 protestants et en blessant 400[16].
- Groffliers et les basses terres situées entre Canche et Authie subissent un petit raz de marée[17].